# Manieggs – Egy kemény tojás bosszúja
A Manieggs – Egy kemény tojás bosszúja 2014-ben bemutatott egész estés magyar 3D-s számítógépes animációs film, amelyet Miklósy Zoltán rendezett. Az animációs játékfilm producerei Erdélyi Mihály, Herkó Attila, Miklósy Zoltán és Mórádi Gábor voltak, a forgatókönyvet Miklósy Zoltán írta, a zenéjét Milkovics Mátyás szerezte. A mozifilm az Umatik Entertainment gyártásában készült, a Vertigo Média Kft. forgalmazásában jelent meg. Magyarországon 2015. február 26-án mutatták be a mozikban.

## Szereplők
| Szereplő                              | Hang               |
| ------------------------------------- | ------------------ |
| Johnny Cupido                         | Kőszegi Ákos       |
| Harry                                 | Csőre Gábor        |
| Crambo                                | Csuja Imre         |
| Rookie                                | Boros Zoltán       |
| Danny                                 | Varga Tamás        |
| Yi Chang                              | Józsa Imre         |
| Rendőrfőnök                           | Faragó András      |
| Bankigazgató                          | Kerekes József     |
| Az elnök logopédusa                   | Kerekes József     |
| Klántag                               | Kerekes József     |
| Porondmester                          | Forgács Gábor      |
| Drogos zsaru                          | Forgács Gábor      |
| Bob                                   | Gáspár András      |
| Spicli                                | Gáspár András      |
| Első SWAT-osztagos                    | Gáspár András      |
| Törpe                                 | László Zsolt       |
| NASA Apa                              | László Zsolt       |
| Második SWAT-osztagos                 | László Zsolt       |
| Szado-mazo férfi                      | Forgács Péter      |
| Rendőrségi diszpécser                 | Forgács Péter      |
| A Szalmonella kórház telefonos hangja | Bogdányi Titanilla |
| Titkárnő                              | Bogdányi Titanilla |
| Mofo B.                               | Miklósy Zoltán     |
| Dadogós rab                           | Miklósy Zoltán     |
| Elnök                                 | Miklósy Zoltán     |
| Haldokló rendőr                       | Hamza Károly       |
| Börtönszakács                         | Milbich Tamás      |